# ドライバー一覧
ドライバー一覧（ドライバーいちらん）は、自動車競技で活躍した（活躍中も含む）数多くの日本人以外のドライバーの中で、ウィキペディア日本語版内に独立記事が存在するドライバーの一覧である。名前の前に†が付いているのは死去したドライバーを表す。

## 大英帝国

### あ
あ 
- クリス・アッシュモア
- イアン・アシュレイ
- リチャード・アトウッド  (Richard Attwood)
- †ボブ・アンダーソン
- ビル・アストン  (Bill Aston)
- ピーター・アッシュダウン  (Peter Ashdown)
- ジェリー・アッシュモア  (Gerry Ashmore)
- ジョージ・アベカシス  (George Abecassis)
- ハンター・アボット  (Hunter Abbott)
- ジェフ・アラム  (Jeff Allam)
- デイブ・アラン  (Dave Allan (racing driver))
- ヘンリー・フィッツァラン＝ハワード、・アランデル伯  (Henry Fitzalan-Howard, Earl of Arundel)
- クリフ・アリソン  (Cliff Allison)
- マット・アリソン  (Matt Allison (racing driver))
- ジョン・アルコーン  (John Alcorn (racing driver))
- アレクサンダー・アルボン  (Alexander Albon)
- マーク・アルボン  (Mark Albon)
- フィル・アンドリュース  (Phil Andrews (racing driver))
- クリス・アーウィン  (Chris Irwin)
- ピーター・アーデル  (Peter Arundell)
- スティーブ・アーノルド  (Steve Arnold (racing driver))
- クリフォード・アープ  (Clifford Earp)
- レイ・アームズ  (Ray Armes)
- エナアム・アーメド  (Enaam Ahmed)
- キース・アーラーズ  (Keith Ahlers)

い 
- ニック・イェロリー
- ヴィクトル・イェンセン  (Viktor Jensen)
- カラム・イロット  (Callum Ilott)
- アビー・イートン  (Abbie Eaton)
- ダン・イーブス  (Dan Eaves)

う 
- †ダン・ウェルドン  (Dan Wheldon)
- †ピーター・ウォー  (Peter Warr)
- アンディ・ウォレス (レーサー)  (Andy Wallace)
- †ロジャー・ウィリアムソン  (Roger Williamson)
- †ジャスティン・ウィルソン  (Justin Wilson)
- †ケン・ウォートン  (Ken Wharton)
- マシュー・ウィルソン
- マルコム・ウィルソン
- ボビー・ヴァードン＝ロー  (Bobby Verdon-Roe)
- ロビン・ウィドウズ  (Robin Widdows)
- †ジョナサン・ウィリアムズ  (Jonathan Williams (racing driver))
- リチャード・ウィリアムズ  (Richard Williams)
- マーク・ウィリス  (Mark Willis)
- ピート・ウィルキンソン  (Pete Wilkinson)
- ヴィック・ウィルソン  (Vic Wilson)
- ジェフ・ウィルソン  (Jeff Wilson)
- ステファン・ウィルソン  (Stefan Wilson)
- アンディ・ウィルモット  (Andy Wilmot)
- パーシー・ウィン  (Win Percy)
- ジェームス・ウィーバー  (James Weaver)
- フランキー・ウェインマン・ジュニア  (Frankie Wainman Jnr)
- リチャード・ウェストブルック  (Richard Westbrook)
- ピーター・ウェストベリー  (Peter Westbury)
- オリバー・ウェッブ  (Oliver Webb)
- ジョシュ・ウェブスター  (Josh Webster)
- ダン・ウェルズ  (Dan Wells (racing driver))
- ダニエル・ウェルチ  (Daniel Welch)
- ゾエ・ウェンハム  (Zoë Wenham)
- ポール・ウォレス  (Paul Wallace)
- ピーター・ウォーカー (レーサー)  (Peter Walker)
- ジェイミー・ウォール  (Jamie Wall)
- ハリー・ヴォールハルト  (Harry Vaulkhard)
- リー・ウッド  (Lea Wood)
- ビンス・ウッドマン  (Vince Woodman)
- ジョン・ウルフ  (John Woolfe)
- ジェフ・ウレン  (Jeff Uren)

え 
- ジャック・エイトケン  (Jack Aitken)
- ガイ・エドワーズ  (Guy Edwards)
- †シーン・エドワーズ  (Sean Edwards)
- ボブ・エバンス
- エルフィン・エバンス
- ジョージ・エイストン  (George Eyston)
- ダニー・エイレス  (Danny Eyles)
- ビル・エヴァリット  (Bill Everitt (racing driver))
- セルウィン・エッジ  (Selwyn Edge)
- マイケル・エップス  (Michael Epps)
- アーサー・エドワード・ジョージ  (Arthur Edward George)
- ポール・エメリー  (Paul Emery)
- アイリーン・エリソン  (Eileen Ellison)
- アーネスト・エルドリッジ  (Ernest Eldridge)
- ヴィック・エルフォード  (Vic Elford)

お 
- †キース・オドール  (Kieth O'dor)
- ジャッキー・オリバー
- サム・オズボーン  (Sam Osborne (racing driver))
- ジョー・オズボーン  (Joe Osborne)
- ユージン・オブライエン  (Eugene O'Brien (racing driver))
- スティーブ・オルーク  (Steve O'Rourke)
- トム・オンスロー＝コール  (Tom Onslow-Cole)
- アーサー・オーウェン  (Arthur Owen)
- ラウル・オーウェンズ  (Raoul Owens)
- オリバー・オークス  (Oliver Oakes)
- ロブ・オースティン  (Rob Austin)

### か
か 
- ディビナ・ガリカ  (Divina Galica)
- アダム・カーン  (Adam Khan)
- ピアス・カレッジ
- ロベルタ・カウエル  (Roberta Cowell)
- ジェームズ・カラド  (James Calado)
- ピアス・カレッジ  (Piers Courage)
- ロビー・カー  (Robbie Kerr)
- フランシス・カーゾン、第5アール・ハウ  (Francis Curzon, 5th Earl Howe)
- A.T.ゴールディ・ガードナー  (A. T. Goldie Gardner)
- イアン・カーリー  (Ian Curley)
- イアン・カーン  (Ian Khan)
- アラン・デ・カデネット  (Alain de Cadenet)

き 
- †マルコム・キャンベル  (Malcolm Campbell)
- アンドリュー・ギルバート＝スコット  (Andrew Gilbert-Scott)
- ジョーダン・キング  (Jordan King)
- グレン・キッドストン  (Glen Kidston)
- ディック・ギブソン  (Dick Gibson)
- オリバー・ギャビン  (Oliver Gavin)
- ダニエル・キャミッシュ  (Daniel Cammish)
- ジェイミー・キャロライン  (Jamie Caroline)
- イアン・キャントウェル  (Ian Cantwell)
- ドナルド・キャンベル  (Donald Campbell)
- ジョン・キャンベル＝ジョーンズ  (John Campbell-Jones)
- トニー・ギルハム  (Tony Gilham)
- トム・キンバー＝スミス  (Tom Kimber-Smith)
- ルパート・キーガン  (Rupert Keegan)
- ジャスティン・キーン  (Justin Keen)
- フィル・キーン  (Phil Keen)
- リチャード・キーン  (Richard Keen (racing driver))

く 
- ポーラ・クック  (Paula Cook)
- アンディ・グリーン (軍人)
- ニッキー・グリスト
- エイドリアン・クエイフェ＝ホッブス  (Adrian Quaife-Hobbs)
- ジェイク・クック  (Jake Cook)
- ジョシュ・クック  (Josh Cook)
- デビッド・クック  (David Cook (racing driver))
- デレク・クック  (Derek Cook)
- ロイ・グッドマン (レーサー)  (Roy Goodman (racing driver))
- ブライアン・グビー  (Brian Gubby)
- トム・グラディス  (Tom Gladdis)
- クリス・クラフト  (Chris Craft (racing driver))
- ジャック・クラーク (レーサー)  (Jack Clarke (racing driver))
- ダン・クラーク  (Dan Clarke)
- チャーリー・クリスティーナ・マーティン  (Charlie Christina Martin)
- アダム・クリストドゥロウ  (Adam Christodoulou)
- リキ・クリストドゥロウ  (Riki Christodoulou)
- パット・グリフィス  (Pat Griffith)
- リアム・グリフィン  (Liam Griffin (racing driver))
- ニック・グリンドロッド  (Nic Grindrod)
- マイケル・クリーズ  (Michael Crees)
- キース・グリーン  (Keith Greene)
- ジェイミー・グリーン  (Jamie Green)
- ガス・グリーンスミス  (Gus Greensmith)
- ファビアン・クルサード  (Fabian Coulthard)
- トニー・クルック  (Tony Crook (racing driver))
- フィル・グルー  (Phil Glew)
- ベン・クルーカス  (Ben Clucas)
- サイモン・グレイブス  (Simon Graves)
- フランク・クレメント  (Frank Clement (racing driver))
- ジェフリー・クロスリー  (Geoffrey Crossley)
- メアリー・グロブナー  (Lady Mary Grosvenor)
- ウィリアム・グローバー＝ウィリアムズ  (William Grover-Williams)
- フィル・クワイフェ  (Phil Quaife)
- ホレス・グールド  (Horace Gould)

け 
- ジェームズ・ケイ  (James Kaye)
- リチャード・ケイ  (Richard Kaye)
- ピーター・ゲシン  (Peter Gethin)
- ジョシュ・ケイギル  (Josh Caygill)
- ジョーダン・ケイン  (Jordan Cane)
- マイケル・ケイン (レーサー)  (Michael Caine (racing driver))
- ジョナサン・ケナード  (Jonathan Kennard)
- リック・ケリー  (Rick Kerry)

こ 
- †ピーター・コリンズ  (Peter Collins)
- ベン・コリンズ (レーサー)  (Ben Collins)
- マイク・コンウェイ  (Mike Conway)
- マーク・ゴダード
- ジョニー・コッカー  (Jonny Cocker)
- ビリー・コットン  (Billy Cotton)
- ジョン・コブ  (John Cobb (racing driver))
- リッキー・コラード  (Ricky Collard)
- ロブ・コラード  (Rob Collard)
- バイオレット・コルデリー  (Violette Cordery)
- マックス・コーツ  (Max Coates)
- label=フレデリック・ゴードン＝レノックス  (Frederick Gordon-Lennox, 9th Duke of Richmond)
- ジェームズ・コール  (James Cole (racing driver))
- バリー・ゴールディン  (Barry Goldin)

### さ
さ 
- ジョン・サーティース  (John Surtees)  - 1964 F1チャンピオン
- †ヘンリー・サーティース  (henri Surtees)  - ジョン・サーティースの息子
- スティーブン・サウス  (Stephen South)
- ティム・サグデン  (Tim Sugden)
- マーク・サッチャー  (Mark Thatcher)
- アシュリー・サットン  (Ashley Sutton)
- ジェームズ・サットン  (James Sutton (racing driver))
- アンディ・サトクリフ  (Andy Sutcliffe)
- スティーブ・サトクリフ  (Steve Sutcliffe)
- ピーター・サトクリフ (レーサー)  (Peter Sutcliffe (racing driver))
- ロイ・サルバドリ  (Roy Salvadori)
- ディノ・ザンパレリ  (Dino Zamparelli)
- マイク・サーモン  (Mike Salmon (racing driver))

し 
- ジャック・シアーズ  (Jack Sears)
- ジェームズ・ジェイクス  (James Jakes)
- ドク・シェパード  (Doc Shepherd)
- ボブ・ジェラード  (Bob Gerard)
- スティーブン・ジェリー  (Stephen Jelley)
- クリス・ジェームス (レーサー)  (Chris James)
- ジョン・ジェームス  (John James)
- フランク・シトナー  (Frank Sytner)
- アレクサンダー・シムズ  (Alexander Sims)
- オリ―・ジャクソン  (Ollie Jackson)
- ドミニク・ジャクソン  (Dominik Jackson)
- マット・ジャクソン  (Mat Jackson)
- マキシ・ジャズ  (Maxi Jazz)
- チャールズ・ジャロット (レーサー)  (Charles Jarrott)
- オリバー・ジャービス  (Oliver Jarvis)
- ネビル・シュート  (Nevil Shute)
- マーティン・ジョンソン (レーサー)  (Martin Johnson)
- レスリー・ジョンソン  (Leslie Johnson)
- ブライアン・ショー＝テイラー  (Brian Shawe-Taylor)
- ジョン・ジョージ  (John George)
- アンドリュー・ジョーダン  (Andrew Jordan)
- マイク・ジョーダン  (Mike Jordan)
- アダム・ジョーンズ (レーサー)  (Adam Jones)
- デクラン・ジョーンズ  (Declan Jones)
- マット・シンプソン  (Matt Simpson)
- ギャビン・シーガー  (Gavin Seager)

- ヘンリー・シーグレーブ  (Henry Segrave)

- リチャード・シーマン  (Richard Seaman)

す 
- ザ・スティグ
- エリオット・ズボロフスキ
- アラン・ステイシー  (Alan Stacey)
- ウィル・スティーブンス  (Will Stevens)
- ハリソン・スコット  (Harrison Scott)
- ジョン・スチュアート・ハインドマーシュ  (John Stuart Hindmarsh)
- ハリー・スティラー  (Harry Stiller)
- クリス・ストックトン  (Chris Stockton)
- アマンダ・ストレットン  (Amanda Stretton)
- ホイットニー・ストレート  (Whitney Straight)
- ディーン・ストーンマン  (Dean Stoneman)
- ロブ・スピーク  (Rob Speak)
- ジェームズ・スヘッド  (James Shead)
- マイク・スペンス  (Mike Spence)
- ラッセル・スペンス  (Russell Spence)
- ルパート・スベンセンクック  (Rupert Svendsen-Cook)
- ルイス・ズボロフスキ  (Louis Zborowski)
- ガイ・スミス  (Guy Smith)
- ジェフ・スミス (レーサー)  (Jeff Smith)
- ディーン・スミス (レーシングドライバー)  (Dean Smith)
- ナイジェル・スミス  (Nigel Smith)
- ブラッドリー・スミス (レーシングドライバー)  (Bradley Smith)
- ロブ・スミス  (Rob Smith)
- マーク・スミス (イギリスのレーシングドライバー)  (Mark Smith)
- ポール・スミス (レーサー)  (Paul Smith)
- マイク・スミス (レーサー)  (Mike Smith)
- サム・スメルト  (Sam Smelt)

せ 
そ 
- スティーブ・ソパー  (Steve Soper)
- トミー・ソッピース  (Tommy Sopwith)
- トビー・ソワリー  (Toby Sowery)
- ジョン・ソーン (レーサー)  (John Thorne)

### た
た 
- オリバー・ターベイ
- フィル・ダウセット  (Phil Dowsett)
- ケン・ダウニング  (Ken Downing)
- ダンカン・タッピー  (Duncan Tappy)
- ハロルド・ダニエル  (Harold Daniell)
- ルーク・ダベンポート  (Luke Davenport)
- レジー・タン  (Reggie Tongue)
- スティーブ・ダンス  (Steve Dance)
- ジョー・タンディ  (Joe Tandy)
- ニック・タンディ  (Nick Tandy)
- クライヴ・ダンフィー  (Clive Dunfee)
- ジャック・ダンフィー  (Jack Dunfee)
- ダレン・ターナー  (Darren Turner)

ち 
- トム・チルトン  (Tom Chilton)
- マックス・チルトン
- コーリン・チャップマン
- ジェイミー・チャドウィック

て 
- ダニエル・ティクトゥム  (Dan Ticktum)
- ケン・ティレル
- ハリー・ティンクネル  (Harry Tincknell)
- ティム・リー・デイビー
- ジョン・テイラー (レーサー)  (John Taylor)
- アンソニー・デビッドソン  (Anthony Davidson)
- クレイグ・デイヴィス  (Craig Davies)
- フレディ・ディクソン  (Freddie Dixon)
- コリン・デイビス (レーサー)  (Colin Davis)
- サミー・デイビス  (Sammy Davis)
- ジェイミー・デイビス  (Jamie Davies)
- トビー・デイビス  (Toby Davis)
- アラン・テイラー (レーサー)  (Alan Taylor)
- デニス・テイラー  (Dennis Taylor)
- トレバー・テイラー  (Trevor Taylor)
- マイク・テイラー  (Mike Taylor)
- マーク・テイラー  (Mark Taylor)
- トニー・ディーン  (Tony Dean)
- ノーマン・デウィス  (Norman Dewis)
- マーティン・デッパー  (Martin Depper)
- ジェイク・デニス  (Jake Dennis)
- トム・デラニー  (Tom Delaney)

と 
- サイモン・ドゥーラン
- ジェームス・トンプソン (レーサー)  (James Thompson)
- オースティン・ドブソン  (Austin Dobson)
- ローレンス・トムリンソン  (Lawrence Tomlinson)
- パット・ドラン  (Pat Doran)
- トニー・トリマー  (Tony Trimmer)
- サム・トルドフ  (Sam Tordoff)
- クレイグ・ドルビー  (Craig Dolby)
- ポール・ドレイソン  (バロン・ドレイソン、Paul Drayson, Baron Drayson)
- エリック・トンプソン (レーサー)  (Eric Thompson)
- ボビー・トンプソン  (Bobby Thompson)

### な
な 
- ジェームズ・ナッシュ  (James Nash)
- レ・ナッシュ  (Les Nash)

に 
- マット・ニール
- エイドリアン・ニューウェイ
- ハリソン・ニューウェイ
- ティフ・ニーデル

ぬ 
- ロドニー・ヌッキー  (Rodney Nuckey)
- ハリー・ヌッタリ  (Harry Nuttall)

ね 
- ブライアン・ネイラー

の 
- ランド・ノリス

### は
は 
- アリス・パウエル
- ケルヴィン・バート
- サム・バード
- ブライアン・ハート
- アリス・パウエル  (Alice Powell)  - イギリスの女性レーシングドライバー
- マシュー・ハウソン
- ロバート・ハフ
- ゲイリー・パフェット  (Gary Paffett)
- アレックス・バンコム
- ティム・ハーベイ
- ニック・パドモア
- ジョニー・ハーバート  (Johnny Herbert)
- ジョナサン・パーマー  (Jonathan Parmer)
- ジョリオン・パーマー  (Jolyon Palmer)
- デビッド・パーレイ
- ジェンソン・バトン  (Jenson Button)  - 2009 F1チャンピオン
- ルイス・ハミルトン  (Lewis Carl Hamilton)  - 2006 GP2チャンピオン、2008 F1チャンピオン
- ジェームス・ハント (James Hunt)
- †リチャード・バーンズ  (Richard Burns)  - 2001 WRCチャンピオン
- クリス・パターソン
- ルイス・ハミルトン  (Lewis Hamilton)
- ジェイ・ハワード (レーサー)  (Jay Howard)
- デヴィッド・ハント（英語版）  (David Hunt)
- マシュー・パー  (Matthew Parr)
- ジャック・ハーヴェイ  (Jack Harvey)
- ブライアン・ハート  (Brian Hart)
- ケルビン・バート  (Kelvin Burt)
- サム・バード  (Sam Bird)
- ポール・ハインズ  (Paul Hines)
- ダンカン・ハミルトン  (Duncan Hamilton)
- デビッド・パイパー  (David Piper)
- マーティン・バイフォード  (Martin Byford)
- マーク・ハインズ  (Marc Hynes)
- ダニエル・バクストン  (Daniel Buxton)
- グラハム・ハサウェイ  (Graham Hathaway)
- ルチアーノ・バチェタ  (Luciano Bacheta)
- ディロン・バッティスティーニ  (Dillon Battistini)
- アレクサンダー・ハティーブ  (Alexander Khateeb)
- ヴィッキー・バトラー・ヘンダーソン  (Vicki Butler-Henderson)
- チャーリー・バトラー＝ヘンダーソン  (Charlie Butler-Henderson)
- ジョン・バトン  (John Button)
- イーサン・ハマートン  (Ethan Hammerton)
- ニコラス・ハミルトン  (Nicolas Hamilton)
- マット・ハミルトン  (Matt Hamilton)
- キース・バリサット  (Keith Ballisat)
- カス・ハリソン  (Cuth Harrison)
- ポール・ハリソン  (Paul Harrison)
- ベン・バルニコア  (Ben Barnicoat)
- ショーン・バルフェ  (Shaun Balfe)
- ブルース・ハルフォード  (Bruce Halford)
- マーク・ハワード  (Mark Howard)
- オリー・ハンコック  (Ollie Hancock)
- サム・ハンコック  (Sam Hancock)
- デビッド・ハンプシャー  (David Hampshire)
- ベン・ハンリー  (Ben Hanley)
- ドン・パーカー  (Don Parker)
- ティム・バーキン  (Tim Birkin)
- マイク・パークス  (Mike Parkes)
- イアン・バージェス  (Ian Burgess)
- アルフレッド・パーシー・ヒッチング  (Alfred Percy Hitchings)
- ジェームズ・バーチ  (James Birch)
- パッツィ・バート  (Patsy Burt)
- ピーター・ハードマン  (Peter Hardman)
- オリバー・バートラム  (Oliver Bertram)
- ジョン・バートレット  (John Bartlett)
- ウルフ・バーナート  (Woolf Barnato)
- ティム・パーネル  (Tim Parnell)
- レグ・パーネル  (Reg Parnell)
- ピーター・ハーパー  (Peter Harper)
- ジョン・バーバー  (John Barber)
- ウィル・パーマー  (Will Palmer)
- デビッド・パーレイ  (David Purley)
- ウィル・バーンズ  (Will Burns)
- エミル・バーンストルフ  (Emil Bernstorff)

ひ 
- ジョシュア・ヒル
- ドナルド・ヒーリー
- グラハム・ヒル  (Graham Hill)  - 1962,1968 F1チャンピオン
- デイモン・ヒル  (Damon Hill)  - 1996 F1チャンピオン
- スティーブ・ビアジオニ  (Steve Biagioni)
- ロイ・ピアポイント  (Roy Pierpoint)
- オリ―・ピグレイ  (Ollie Pidgley)
- ジェームズ・ピックフォード  (James Pickford)
- ウォーレン・ヒューズ  (Warren Hughes)
- ジェイク・ヒューズ  (Jake Hughes)
- トニー・ヒューズ  (Tony Hughes)
- ヒューイ・ヒューズ  (Hughie Hughes)
- アイヴァー・ビューブ  (Ivor Bueb)
- ジェイク・ヒル  (Jake Hill)
- アンディ・ピルグリム  (Andy Pilgrim)
- ジョン・ビントクリフ  (John Bintcliffe)
- アル・ピーズ  (Al Pease)
- ジョン・ピーター・ウェイクフィールド  (John Peter Wakefield)

ふ 
- リチャード・ブラッドリー
- アンディ・プリオール
- ジェイソン・プラト  (Jason Plato)
- マーティン・プロウマン
- ジョー・フライ  (Joe Fry)
- トニー・ブライズ  (Tony Brise)
- マーク・ブランデル  (Mark Blundell)
- マーティン・ブランドル  (Martin Brundle)
- †クリス・ブリストウ  (Chris Bristow)
- トニー・ブルックス  (Tony Brooks)
- アラン・ブラウン  (Alan Brown)
- ジョン・フィッツパトリック  (John Fitzpatrick)
- ジョシュ・ファイル  (Josh Files)
- ジョディ・ファニン  (Jody Fannin)
- シーラ・ファン・ダム  (Sheila van Damm)
- ノエル・ファン・ラールテ  (Noel Van Raalte)
- ジョディ・ファース  (Jody Firth)
- ナターシャ・ファーマン  (Natasha Firman)
- カルバン・フィッシュ  (Calvin Fish)
- センナン・フィールディング  (Sennan Fielding)
- ジャック・フェアマン  (Jack Fairman)
- バディ・フェザーストンホー  (Buddy Featherstonhaugh)
- トム・フェリエ  (Tom Ferrier)
- フィリップ・フォザリンガム＝パーカー  (Philip Fotheringham-Parker)
- ジョーイ・フォスター  (Joey Foster)
- ニック・フォスター  (Nick Foster)
- ルイス・フォンテス  (Luis Fontés)
- アーサー・フォースター  (Arthur Forster)
- マイク・ブシェル  (Mike Bushell)
- マックス・フュートレル  (Max Fewtrell)
- ジョシュ・プライス  (Josh Price)
- ウィル・ブラット  (Will Bratt)
- エリック・プラトフォード  (Eric Platford)
- サム・ブラバム  (Sam Brabham)
- リチャード・プラント  (Richard Plant)
- アレックス・ブランドル  (Alex Brundle)
- ロビン・ブランドル  (Robin Brundle)
- エリック・ブランドン  (Eric Brandon)
- ローレンス・ブリストー  (Laurence Bristow)
- ティム・ブリッジマン  (Tim Bridgman)
- ジェイ・ブリッジャー  (Jay Bridger)
- トム・ブリッジャー  (Tom Bridger)
- カール・ブリーズ  (Carl Breeze)
- レスリー・ブルック  (Leslie Brooke)
- リー・ブルックス  (Lee Brookes)
- ヴィクター・ブルース夫人  (Mrs Victor Bruce)
- マーク・ブレア  (Mark Blair)
- デビッド・ブレイクリー  (David Blakely)
- アーチボルド・フレイザーナッシュ  (Archibald Frazer-Nash)
- アラン・ブレンコウ  (Alan Blencowe)
- ネイサン・フレーク  (Nathan Freke)
- マーティン・プロウマン  (Martin Plowman)
- ピーター・プロクター  (Peter Procter)
- マーク・プロクター  (Mark Proctor)
- デビッド・プロフェット  (David Prophet)
- トム・ブロンクヴィスト  (Tom Blomqvist)
- ベン・ブローク＝スミス  (Ben Broke-Smith)
- アレックス・ブンクーム  (Alex Buncombe)
- クリス・ブンクーム  (Chris Buncombe)
- デニス・プーア  (Dennis Poore)

へ 
- ジャスティン・ベル
- ヴィッキー・バトラー・ヘンダーソン
- ジュリアン・ベイリー  (Julian Bailey)
- マイク・ヘイルウッド  (Mike Hailwood)
- デレック・ベル  (Derek Bell)
- ブライアン・ヘントン  (Brian Henton)
- ガーウィン・ベイリー  (Gawaine Baillie)
- ケイ・ペトレ  (Kay Petre)
- フィル・ベネット  (Phil Bennett)
- ティム・ベバン  (Tim Bevan)
- ロバート・ベル  (Robert Bell)
- イアン・ヘワード  (Ian Heward)
- ダドリー・ベンジャフィールド  (Dudley Benjafield)

ほ 
- クリスチャン・ホーナー  (Christian Horner)
- ウィル・ホイ
- クリス・ホジェッツ
- マイク・ホーソーン  (Mike Hawthorn)
- ジョン・ホイットモア  (John Whitmore)
- マイク・ボイトラー  (Mike Beuttler)
- ジェイ・ホイールズ  (Jay Wheals)
- ステファン・ホジェッツ  (Stefan Hodgetts)
- ジム・ポックリントン  (Jim Pocklington)
- ロス・ホッケンハル  (Ross Hockenhull)
- デビッド・ホッブス  (David Hobbs)
- キース・ホランド  (Keith Holland)
- ポール・ポルター  (Paul Poulter)
- テッド・ホワイトアウェイ  (Ted Whiteaway)
- ビル・ホワイトハウス  (Bill Whitehouse)
- グラハム・ホワイトヘッド  (Graham Whitehead)
- ピーター・ホワイトヘッド  (Peter Whitehead)
- ベントレー・ボーイズ  (Bentley Boys)
- ジェシカ・ホーキンス  (Jessica Hawkins)
- エスミー・ホーキー  (Esmee Hawkey)
- ズバイル・ホーク  (Zubair Hoque)
- グウェンダ・ホークス  (Gwenda Hawkes)
- ダグラス・ホークス  (Douglas Hawkes)
- ジャック・ホークスワース  (Jack Hawksworth)
- リチャード・ホーケン  (Richard Hawken)
- トム・ボードマン  (Tom Boardman)
- アレックス・ポートマン  (Alex Portman)
- カール・ボードリー  (Carl Boardley)
- ガイ・ポービー  (Guy Povey)
- ドン・ボーマン  (Don Beauman)
- エディ・ホール  (Eddie Hall)
- ゴッドフリー・ホール  (Godfrey Hall)
- スチュアート・ホール  (Stuart Hall)
- チャールズ・ホール  (Charles Hall)
- リドストン・ホーンステッド  (Lydston Hornsted)

### ま
- ダレン・マニング  (Darren Manning)
- ピッパ・マン (Pippa Mann)  - イギリス出身の女性レーシングドライバー
- ナイジェル・マンセル (Nigel Mansell)  - 1992 F1チャンピオン、1993 CARTチャンピオン
- ペリー・マッカーシー (Perry McCarthy)
- ケン・マイルズ (Ken Miles)
- ジョン・マイルズ (John Miles)
- ジョニー・マウレム (Johnny Mowlem)
- ケネス・マカルパイン (Kenneth McAlpine)
- マイク・マクダウエル (Mike MacDowel)
- アレックス・マクドウォール (Alex MacDowall)
- ジョン・マクドナルド (John MacDonald (racing driver))
- デイビッド・マクファーソン (David Macpherson, 2nd Baron Strathcarron)
- リアム・マクミラン (Liam McMillan)
- カラム・マクラウド (Callum MacLeod)
- ランス・マックリン (Lance Macklin)
- アンドリュー・マッケンジー (Andrew MacKenzie)
- ダニエル・マッケンジー (Daniel McKenzie)
- スコット・マルバーン (Scott Malvern)
- ピエール・マレシャル (Pierre Maréchal)
- カゼム・マンズール (Kazeem Manzur)
- グレッグ・マンセル (Greg Mansell)
- スコット・マンセル (Scott Mansell)
- レオ・マンセル (Leo Mansell)
- レスリー・マー (Leslie Marr)
- ジェリー・マーシャル (Gerry Marshall)
- マイケル・マーシャル（ドリフトドライバー） (Michael Marshall)
- ジェム・マーシュ (Jem Marsh)
- トニー・マーシュ (Tony Marsh (racing driver))
- マシュー・マーシュ (Matthew Marsh (racing driver))
- アレックス・マーティン (Alex Martin)
- ジャン・マーデンボロー (Jann Mardenborough)

み 
- フィル・ミルズ
- ジョン・ミケル  (John Mickel)
- アンディ・ミドルハースト  (Andy Middlehurst)

む
- バレンティーノ・ムセッティ (Valentino Musetti)
- サラ・ムーア (Sarah Moore)
- ジェイソン・ムーア (Jason Moore)
- ナイジェル・ムーア (Nigel Moore)

め
- ニック・メイスン
- エルシー・メアリー・ウィズダム (Elsie Mary Wisdom)
- レイモンド・メイズ (Raymond Mays)
- デビッド・メイソン（アートディーラー） (David Mason)
- マイケル・メドウズ (Michael Meadows)
- ジェレミー・メトカーフ (Jeremy Metcalfe)

も
- スターリング・モス(Stirling Moss)
- アルフレッド・モス (Alfred Moss)
- ビル・モス (Bill Moss)
- フィル・モリソン (Phil Morrison)
- ビリー・モンガー (Billy Monger)
- ロビン・モンゴメリー＝シャーリントン (Robin Montgomerie-Charrington)
- アダム・モーガン (Adam Morgan)
- デイブ・モーガン (Dave Morgan)

### や
や
- スティーブン・ヤング (Stephen Young)

ゆ
- バーナード・ユネット (Bernard Unett)

### ら
ら
- ジョージ・ラッセル (レーシングドライバー)  (George Russell)
- スチュワート・ライン (Stewart Lines)
- スチュアート・ラウス (Stuart Laws)
- ジム・ラッセル (Jim Russell)
- トニー・ラッド (Tony Rudd)
- イアン・ラビー (Ian Raby)
- エドワード・ラムスデン・ホール (Edward Ramsden Hall)
- ジョン・ランカスター (Jon Lancaster)
- ジョン・ランド (ドライバー) (John Lund (racing driver))
- トニー・ランフランキ (Tony Lanfranchi)
- ロバート・ランプロー (Robert Lamplough)

り
- アレックス・リン
- ジェフ・リース(Geoff Lees)
- ジョン・リズリー＝プリチャード
- デビッド・リチャーズ
- デレック・リンガー
- ケン・リチャードソン (Ken Richardson)
- バリー・リー (Barry Lee)
- ニック・リーソン (Nick Leason)
- デニス・リーチ (Dennis Leech)
- マシュー・ホワイト・リドリー(第3子爵リドリー、 (Matthew White Ridley, 3rd Viscount Ridley) ）

る
- †スチュアート・ルイス＝エヴァンズ
- ブライアン・ルイス (Brian Lewis, 2nd Baron Essendon)
- バーナード・ルービン (Bernard Rubin)

れ
- ブライアン・レッドマン
- キャサリン・レッグ
- クリストファー・レイナルド (Christopher Reynalds)
- フィオナ・レグゲート (Fiona Leggate)
- ジョナサン・レグリス (Jonathan Legris)
- レ・レストン (Les Leston)
- ドロシー・レビット (Dorothy Levitt)
- ニック・レベンティス (Nick Leventis)

ろ
- アレックス・ロイド
- オリバー・ローランド
- ジェームズ・ロシター
- ダニエル・ロイド (Daniel Lloyd)
- リチャード・ロイド (Richard Lloyd)
- ジェレミー・ロシター (Jeremy Rossiter)
- リー・ロジャース (Lee Rogers)
- リチャード・ロバーツ (Richard Robarts)
- スティーブ・ロバートソン (Steve Robertson)
- アラン・ロリンソン (Alan Rollinson)
- トニー・ロルト (Tony Rolt)
- リチャード・ロングマン (Richard Longman)
- ジョン・ローズ (John Rhodes)
- ダニエル・ローボトム (Daniel Rowbottom)
- クリス・ローレンス (Chris Lawrence)

### わ
わ
- デレック・ワーウィック(Derek Warwick)
- マイク・ワイルド (Mike Wilds)
- ダニー・ワッツ (Danny Watts)
- †ポール・ワーウィック (Paul Warwick)

### スコットランド
う
- トム・ウォーキンショー
- スージー・ヴォルフ

く
- †ジム・クラーク(Jim Clark) - 1963,1965 F1チャンピオン
- デビッド・クルサード(David Coulthard)
- ジョン・クレランド (John Cleland (racing driver))

す
- †アーチー・スコット＝ブラウン
- ジャッキー・スチュワート(Jackie Stewart) - 1969,1971,1973 F1チャンピオン

た
- ジョニー・ダンフリース(Johnny Dumfries)
- ピーター・ダンブレック(Peter Dumbreck)

て
- ポール・ディ・レスタ

ふ
- ダリオ・フランキッティ (Dario Franchitti) - 2007年, 2009年 - 2011年 インディカー・シリーズチャンピオン

ほ
- クリス・ホイ

ま
- アリスター・マクレー
- コリン・マクレー(Colin McRae) - 1995 WRCチャンピオン
- ジミー・マクレー(Jimmy McRae) - 1981,1982,1984,1987,1988 英国ラリー選手権チャンピオン　アリスター、コリンの父。

ま
- アラン・マクニッシュ(Allan McNish)

れ
- デイビッド・レズリー (David Leslie (racing driver))
- アンソニー・レイド (Anthony Reid)  - 1992 全日本F3選手権チャンピオン

### ウェールズ
く
- ニッキー・グリスト

ふ
- †トム・プライス

ま
- ヤン・マーデンボロー

み
- フィル・ミルズ

### 北アイルランド
あ
- エディ・アーバイン(Eddie Irvine)

た
- コリン・ターキントン

と
- マーティン・ドネリー(Martin Donnelly)

み
- クリス・ミーク

ら
- リチャード・ライアン

わ
- ジョン・ワトソン(John Watson)

## アメリカ合衆国

### あ
あ
- †デイル・アーンハート
- デイル・アーンハート・ジュニア
- スコット・アチソン (レーサー)
- アル・アンサーSr.(Al Unser Sr.) - 1983,1985 CARTチャンピオン
- アル・アンサーJr.(Al Unser Jr.) - 1990,1994 CARTチャンピオン
- マルコ・アンドレッティ
- マイケル・アンドレッティ(Michael Andretti) - 1991 CARTチャンピオン
- マリオ・アンドレッティ(Mario Andretti) - 1978 F1チャンピオン、1984 CARTチャンピオン

う
- ウィリアム・キッサム・ヴァンダービルト2世

え
- カール・エドワーズ(Carl Edwards)
- チェイス・エリオット
- ビル・エリオット

### か
か
- エド・カーペンター
- チップ・ガナッシ

き
- チャーリー・キンボール

く
- マイク・グリーンウェル
- ブライアン・クロウソン
- †ジェフ・クロスノフ(Jeff Krossnoff)

け
- ブラッド・ケセロウスキー(Blad Keselowsky) - 2012年 NASCARカップシリーズチャンピオン
- マット・ケンゼス(Matt Kenseth) - 2003年 NASCARカップシリーズチャンピオン

こ
- ジェフ・ゴードン(Jeff Gordon) - 1995,1997,1998,2001年 NASCARカップシリーズチャンピオン
- プライス・コブ

### さ
さ
- ダニー・サリバン(Danny Sullivan) - 1988 CARTチャンピオン

し
- ジェフ・シーガル (レーシングドライバー)
- エリオット・シェパード
- ジミー・ジョンソン(Jimmie Johnson) - 2006 - 2010, 2013, 2016年 NASCARカップシリーズチャンピオン

す
- トニー・スチュワート(Tony Stewart) - 1997 IRLチャンピオン、2002,2005,2011年 NASCARカップシリーズチャンピオン
- †ゴードン・スマイリー(Gordon Smiley)

### た
た
- †ジェリー・タイタス(Jerry Titus)
- ポール・ダナ

ち
- エディ・チーヴァー(Eddie Cheever)
- ロス・チーヴァー(Ross Cheever)

て
- コナー・デイリー
- パトリック・デンプシー

と
- マーティン・トゥーレックス・ジュニア(Martin Truex Jr.) - 2017年 NASCARカップシリーズチャンピオン

### な
に
- ジョセフ・ニューガーデン(Josef Newgarden) - 2017年 インディカー・シリーズチャンピオン
- ポール・ニューマン
- ライアン・ニューマン(Ryan Newman)

### は
は
- ケヴィン・ハーヴィック(Kevin Harvick) - 2014年 NASCARカップシリーズチャンピオン
- ブライアン・ハータ(Bryan Herta)
- ジェフ・バートン(Jeff Burton)
- ジミー・バッサー(Jimmy Vasser) - 1996 CARTチャンピオン
- デニー・ハムリン(Denny Hamlin)
- ライアン・ハンター＝レイ(Ryan Hunter-Reay) - 2012年 インディカー・シリーズチャンピオン

ひ
- グレッグ・ビッフル(Greg Biffle)
- J.R.ヒルデブランド

ふ
- サンティノ・フェルッチ
- A.J.フォイト(A.J. Foyt)
- †ビル・ブコビッチ(Bill Vukovich)
- カート・ブッシュ(Kurt Busch) - 2004年 NASCARカップシリーズチャンピオン
- カイル・ブッシュ(Kyle Busch) - 2015年 NASCARカップシリーズチャンピオン
- ライアン・ブレイニー(Ryan Blaney)

へ
- ゲイリー・ベッテンハウゼン(Gary Bettenhausen)
- リチャード・ペティ(Richard Petty) - NASCAR最多優勝記録保持者
- タウンゼント・ベル

ほ
- クリント・ボウヤー(Clint Bowyer)
- サム・ホーニッシュJr.(Sam Hornish Jr.) - 2001年 IRLチャンピオン、2002,2006年インディカー・シリーズチャンピオン
- アル・ホルバート

### ま
ま
- ジェイミー・マクマレー(Jamie McMurray)
- スティーブ・マックイーン
- ファン・マヌエル・コレア

む
- フランキー・ムニッズ

め
- スティーヴ・メーア
- フィリップ・メーア
- リック・メアーズ(Rick Mears) - 1979,1981,1982 CARTチャンピオン

### ら
ら
- カイル・ラーソン(kyle Larson)

バディ・ライス
れ
- グラハム・レイホール(Graham Rahal)
- ボビー・レイホール(Bobby Rahal) - 1986,1987,1992 CARTチャンピオン

ろ
- エディ・ローソン
- ジョーイ・ロガーノ(Joey Logano)
- ロジャー安川

### わ
わ
- ジェフ・ワード

## その他の国

### ブラジル
- マウリシオ・グージェルミン
- マウリツィオ・サンドロサーラ
- ロベルト・ストレイト
- アイルトン・セナ
- ブルーノ・セナ
- チコ・セラ
- リカルド・ゾンタ
- クリスチアーノ・ダ・マッタ
- アレックス・ディアス・リベイロ
- ルーカス・ディ・グラッシ
- ペドロ・ディニス
- ジョアオ・パオロ・デ・オリベイラ
- ジル・ド・フェラン
- フィリペ・ナスル
- ホセ・カルロス・パーチェ
- ルーベンス・バリチェロ
- ネルソン・ピケ
- ネルソン・ピケJr.
- アントニオ・ピッツォニア
- アウグスト・ファルフス
- ウィルソン・フィッティパルディ
- エマーソン・フィッティパルディ
- クリスチャン・フィッティパルディ
- ルチアーノ・ブルティ
- ラウール・ボーセル
- インゴ・ホフマン
- フェリペ・マッサ
- ラファエル・マトス
- タルソ・マルケス
- ハイメ・メロ
- ロベルト・モレノ
- リカルド・ロセット

### フランス
- ローレン・アイエロ
- ソエイル・アヤリ
- リュック・アルファン
- ジュリアーノ・アレジ
- ジャン・アレジ
- ボブ・ウォレク
- ケビン・エストレ
- エリック・エラリー
- アラン・クーディニ
- オリビエ・グルイヤール
- ディデェー・コッタズ
- エリック・コマス
- エマニュエル・コラール
- ステファン・サラザン
- フィリップ・ストレイフ
- ヤニック・ダルマス
- クリストフ・タンソー
- エイドリアン・タンベイ
- パトリック・タンベイ
- ロイック・デュバル
- ドミニク・デュプイ
- ジェレミー・デュフォア
- ロマン・デュマ
- ブノワ・トレルイエ
- ジャン＝クリストフ・ブイヨン
- アラン・フェルテ
- ミシェル・フェルテ
- クリストフ・ブシュー
- オリヴィエ・プラ
- ミシェル・ド・ブルボン＝パルム
- フランク・フレオン
- アレクサンドル・プレマ
- アラン・プロスト
- ニコラ・プロスト
- アンリ・ペスカロロ
- エリック・ベルナール
- ポール・ベルモンド
- ジェローム・ポリカン
- フレドリック・マコヴィッキィ
- ニコラ・ミナシアン
- イヴァン・ミュラー
- キャシー・ミュラー
- アントワーヌ・ユベール
- ニコラ・ラピエール
- ピエール・ラグ
- フィリップ・ド・ロチルド
- ジャン・ロンドー

### ベルギー
- エリック・ヴァン・デ・ポール
- ティエリー・ブーツェン
- ベルトラン・バゲット

### イタリア
- アレックス・カフィ
- ロニー・クインタレッリ
- フェデリコ・シェリフォ
- ガブリエル・タルキーニ
- ヤルノ・トゥルーリ
- ジョルジオ・パンターノ
- ジャンカルロ・フィジケラ
- ヴィタントニオ・リウッツィ

### オーストラリア
- マーク・ウェバー
- マーク・スカイフ
- オスカー・ピアストリ
- ダニエル・リカルド

### スペイン
- ルイス・ペレス＝サラ

### ドイツ
- ローランド・アッシュ
- ダーク・アドロフ
- クリスチャン・アプト
- フォルカー・ヴァイドラー
- マルクス・ヴィンケルホック
- マンフレッド・ヴィンケルホック
- ヨアヒム・ヴィンケルホック
- パスカル・ウェーレイン
- ディルク・ヴェルナー
- マルコ・ヴェルナー
- ミハエル・クルム
- ティモ・グロック
- ミハエル・シューマッハ
- ラルフ・シューマッハ
- ミック・シューマッハ
- ドミニク・シュワガー
- エイドリアン・スーティル
- クリスチャン・ダナー
- ヴォルフガング・フォン・トリップス
- ニック・ハイドフェルド
- ニコ・ヒュルケンベルグ
- ハインツ＝ハラルド・フレンツェン
- フランク・ビエラ
- レオポルト・プリンツ・フォン・バイエルン
- アルフリート・ヘーガー
- セバスチャン・ベッテル
- サッシャ・マーセン
- ティモ・ベルンハルト
- ステファン・ベロフ
- ヨッヘン・マス
- ハンス・ヘイヤー
- ハンス＝ヨアヒム・スタック
- レネ・ラスト
- クラウス・ルートヴィッヒ
- マヌエル・ロイター
- アンドレ・ロッテラー
- ケケ・ロズベルグ
- ニコ・ロズベルグ

### ポルトガル
- ニ・アモリム
- フェリペ・アルブケルケ
- アンドレ・クート
- ジョアン・バルボーザ
- アントニオ・フェリックス・ダ・コッタ
- ペドロ・チャベス
- ティアゴ・モンテイロ
- ペドロ・ラミー
- ミゲル・ラモス

### スウェーデン
- スティーブン・アンドスカー
- フレドリック・エグブロム
- ジェーンズ・エドマン
- マティアス・エクストローム
- マーカス・エリクソン
- エイエ・エリジュ
- ミカエラ・オーリン＝コツリンスキー
- アンデルス・オロフソン
- トーマス・ダニエルソン
- スタンレー・ディケンズ
- トーマス・ニストロム
- グンナー・ニルソン
- ヤン・ニルソン
- ロニー・ピーターソン
- ビヨン・ビルドハイム
- ヤン・ブルンステッド
- ケニー・ブラック
- ヨアキム・ボニエ
- スリム・ボルグッド
- ステファン・ヨハンソン
- フェリックス・ローゼンクヴィスト
- カール・ローゼンブラッド
- リカルド・リデル

### ニュージーランド
- マッド・マイク
- ポール・ラディシッチ
- リアム・ローソン

### オーストリア
- ニキ・ラウダ

### カナダ
- ジル・ヴィルヌーヴ
- ジャック・ヴィルヌーヴ
- ランス・ストロール
- ブルーノ・スペングラー
- ニコラス・ラティフィ

### あ
- ローレン・アイエロ(Laulent Aiero)1999イギリスツーリングカー選手権チャンピオン､2002ドイツツーリングカー選手権チャンピオン
- †デイル・アーンハート(Dale Earnhardt) - 1980,1986,1987,1990,1991,1993,1994年 NASCARカップシリーズチャンピオン
- デイル・アーンハートJr.(Dale Earnhardt Jr.)
- †アルベルト・アスカリ(Alberto Ascari)
- ローランド・アッシュ(Roland Asch)
- クリス・アトキンソン(Chris Atkinson)
- フィリップ・アリオー(Philippe Alliot)
- ハイメ・アルグエルスアリ(Jaime Alguersuari)
- ルネ・アルヌー(Rene Arnoux)
- クリスチャン・アルバース(Christijan Albers)
- ラウノ・アルトーネン（Rauno Aaltonen) - 1961 フィンランド・ラリー選手権チャンピオン、1965 ヨーロッパ・ラリー選手権チャンピオン
- †ミケーレ・アルボレート(Michele Alboreto)
- シンディ・アレマン(Cyndie Allemann) - スイスの女性ドライバー
- ジャン・アレジ(Jean Alesi)
- ジュリアーノ・アレジ
- マルク・アレン(Markku Alen) - 1978FIA Cupチャンピオン
- フェルナンド・アロンソ(Fernando Alonso) - 2005,2006 F1チャンピオン
- ジャッキー・イクス(Jacky Ickx)
- ヴァニーナ・イクス
- フォルカー・ヴァイドラー(Volker Weidler)
- †ジャスティン・ウィルソン(Justin Wilson)
- †ジル・ヴィルヌーヴ(Gilles Villeneuve)
- ジャック・ヴィルヌーヴ(Jacques Villeneuve) - 1995 CARTチャンピオン、1997 F1チャンピオン
- †マリーア・デ・ヴィロタ (María de Villota) - スペインの女性ドライバー
- マルクス・ヴィンケルホック(Markus Winkelhock)
- †マンフレッド・ヴィンケルホック(Manfred Winkelhock)
- ヨアヒム・ヴィンケルホック(Joachim Winkelhock)
- ファビエン・ヴォールヴェント(Fabienne Wohlwend) - リヒテンシュタインの女性レーシングドライバー
- ジョン・ウィンター(John Winter)
- マーク・ウェバー (Mark Webber)
- †ダン・ウェルドン (Dan Wheldon) - 2005年 インディカー・シリーズチャンピオン
- カール・ヴェンドリンガー(Karl Wendlinger)
- アレクサンダー・ヴルツ (Alexander Wurz)
- マティアス・エクストローム
- ジェーンズ・エドマン (Jens Edman)
- ケネス・エリクソン
- フランツ・エングストラー
- ディディエ・オリオール(Didier Auriol) - 1994 WRCチャンピオン
- アンデルス・オロフソン(Anders Olofsson)

### か
- ナレイン・カーティケヤン(Narain Karthikeyan)
- ベルトラン・ガショー(Bertrand Gachot)
- トニー・カナーン(Tony Kanaan) - 2004 インディカー・シリーズチャンピオン
- エリオ・カストロネベス(Hélio Castroneves)
- イヴァン・カペリ(Ivan Capelli)
- ルドルフ・カラツィオラ(Rudolf Caracciora) - 1935,1937,1938 ヨーロッパ・チャンピオン
- ジャンルイジ・“ジジ”・ガリ(Gianluigi`Gigi`Galli)
- パウロ・カーカッシ(Paulo Carcasci)
- マルタ・ガルシア(Marta Garcia) - スペインの女性レーシングドライバー
- タチアナ・カルデロン(Tatiana Calderón) - コロンビアの女性レーシングドライバー
- カン・ユンス - 韓国の女性レーシングドライバー
- ユハ・カンクネン(Juha Kankkunen) - 1986,1987,1991,1993 WRCチャンピオン
- エイドリアン・カンポス(Adrian Campos)
- ニコラス・キエーサ(Nicolas Kiesa)
- キム・ハンボン(Kim Han Bong)
- リッチー・ギンサー(Richie Ginther)
- ピエルカルロ・ギンザーニ(Piercarlo Ghinzani)
- マウリシオ・グージェルミン(Mauricio Gugelmin)
- ジャン＝マルク・グーノン(Jean-Marc Gounon)
- ロバート・クビサ(Robert Kubica)
- ユタ・クラインシュミット(Jutta Kleinschmidt) - ダカールラリー初の女性ウィナー
- クリスチャン・クリエン(Christian Klien)
- トム・クリステンセン(Tom Kristensen) - ル・マン24時間レース最多優勝記録保持者
- ミハエル・クルム(Michael Krumm) - 2011年FIA GT1ドライバーズチャンピオン
- ロマン・グロージャン(Romain Grosjean)
- ティモ・グロック(Timo Glock) - 2007 GP2チャンピオン
- マーカス・グロンホルム(Marcus Gronholm) - 2000,2002 WRCチャンピオン
- ピーター・ゲシン(Peter Gethin)
- ヴィヴィアン・ケストヘイ（Vivien Keszthelyi) - ハンガリーの女性レーシングドライバー。
- デビット・ケネディ(レーサー)(David kennedy)
- †ヘルムート・コイニグ(Helmut Koinigg)
- ピーター・コックス (Peter Kox)
- ヘイキ・コバライネン(Heikki Kovalainen)
- エリック・コマス(Erik Comas)

### さ
- カルロス・サインツ(Carlos Sainz) - 1990,1992 WRCチャンピオン
- アレックス・ザナルディ("Alex" Zanardi) - 1997,1998 CARTチャンピオン
- ステファン・サラザン(Stephane Sarrazin)
- ミカ・サロ(Mika Salo)
- ティモ・サロネン(Timo Salonen) - 1985 WRCチャンピオン
- ジョディー・シェクター(Jody Scheckter) - 1979 F1チャンピオン
- トーマス・シェクター(Tomas Scheckter)
- マルク・ジェネ(Mark Gene)
- †アラン・シモンセン(Allan Simonsen)
- ジャン＝ピエール・ジャブイーユ(Jean-Pierre Jabouille)
- ミハエル・シューマッハ(Michael Schumacher) - 1994,1995,2000-2004 F1チャンピオン
- ラルフ・シューマッハ(Ralf Schumacher)
- ベルント・シュナイダー(Bernd Schneider)
- ヴァーン・シュパン(Vern Schuppan)
- ジャン＝ルイ・シュレッサー(Jean-Louis Schlesser)
- ジャン＝ピエール・ジョッソー(Jean-Pierre Jaussaud)
- アラン・ジョーンズ(Alan Jones) - 1980 F1チャンピオン
- シモーナ・デ・シルベストロ(Simona De Silvestro) - スイスの女性レーシングドライバー
- ルイ・シロン（Louis Chiron) - 1954 ラリー・モンテカルロ、1931 F1モナコGP 異種カテゴリー2冠チャンピオン
- マーク・スカイフ (Mark Skyfe)
- エイドリアン・スーティル(Adrian Sutil)
- スージー・ストッダート(Susie Stoddart) - イギリスの女性レーシングドライバー
- スコット・スピード(Scott Speed)
- マルク・スレール(Marc Surer)
- †アイルトン・セナ(Ayrton Senna) - 1988,1990,1991 F1チャンピオン
- ブルーノ・セナ(Bruno Senna)
- †フランソワ・セベール(François Cévert)
- ミケーラ・セルッティ(Michela Cerruti) - イタリアの女性レーシングドライバー
- ヘニング・ソルベルグ(Henning Solberg)
- ペター・ソルベルグ(Petter Solberg) - 2003 WRCチャンピオン
- リカルド・ゾンタ(Ricardo Zonta)

### た
- クリスチアーノ・ダ・マッタ(Cristiano da Matta) - 2002 CARTチャンピオン
- クリスチャン・ダナー(Christian Danner)
- ガブリエル・タルキーニ(Gabriele Tarquini)
- ベルナール・ダルニッシュ(Bernard Darniche) - 1976,1978 フランス・ラリー選手権チャンピオン、1970,1975,1977,1978,1979,1981 ツール・ド・コルスチャンピオン。
- パトリック・タンベイ(Patrick Tambay)
- チェ・ミョンギル(Choi Myung-Gil) - 韓国出身で国籍がオランダのレーサー。
- ペドロ・チャベス(Pedro Chaves)
- カルン・チャンドック(Karun Chandhok)
- †エリオ・デ・アンジェリス(Elio de Angelis)
- スコット・ディクソン(Scott Dixon) - 2003年, 2008年, 2013年, 2015年 インディカー・シリーズチャンピオン
- ルーカス・ディ・グラッシ(Lucas di Grassi)
- ペドロ・ディニス(Pedro Diniz)
- アンドレア・デ・チェザリス(Andrea de Cesaris)
- ミルカ・デュノー(Milka Duno)
- フランソワ・デュバル(Francois Duval)
- ペドロ・デ・ラ・ロサ(Pedro de la Rosa)
- フランソワ・デルクール(François Delecour)
- ハリ・トイヴォネン(Harri Toivonen)
- †ヘンリ・トイヴォネン(Henri Toivonen)
- †パトリック・デパイユ(Patrick Depailler)
- ヤルノ・トゥルーリ(Jarno Trulli)
- ジル・ド・フェラン(Gil de Ferran) - 2000,2001 CARTチャンピオン
- ポール・トレーシー(Paul Tracy) - 2003 CARTチャンピオン
- ロバート・ドーンボス(Robert Doornbos)

### な
- アレッサンドロ・ナニーニ(Alessandro Nannini)
- クリス・ニッセン(Kris Nissen)
- グンナー・ニルソン(Gunner Nilsson)
- ヤン・ニルソン (Jan Nilsson)
- タツィオ・ヌヴォラーリ(Tazio Nuvolari) - 1932 ヨーロッパ・チャンピオン

### は
- ホセ・カルロス・パーチェ(José Carlos Pace)

- ニック・ハイドフェルド(Nick Heidfeld)
- ゾルト・バウムガルトナー(Zsolt Baumgartner)
- サイモン・パジェノ(Simon Pagenaud) - 2016年 インディカー・シリーズチャンピオン
- アリ・バタネン(Ari Vatanen) - 1981 WRCチャンピオン
- ミカ・ハッキネン(Mika Hakkinen) - 1998,1999 F1チャンピオン
- ロニー・バックナム(Ronnie Bucknum)
- ルカ・バドエル(Luca Badoer)
- リカルド・パトレーゼ(Riccardo Patrese)
- ダニカ・パトリック (Danica Patrick) - インディカー・シリーズ初の女性ウィナー
- オリビエ・パニス(Olivier Panis)
- ジル・パニッツィ(Gilles Panizzi)
- マッシミリアーノ・パピス(Massimiliano Papis)
- ルーベンス・バリチェロ(Rubens Barrichello) - F1最多出走記録保持者
- パオロ・バリッラ(Paolo Barilla)
- ファブリッツォ・バルバッツァ(Fabrizio Barbazza)
- デニス・ハルム(Denny Hulme) - 1967 F1チャンピオン
- †グレック・ハンスフォード(Gregg Hanstford)
- ウィル・パワー(Will Power)
- ジョルジオ・パンターノ(Giorgio Pantano) - 2008 GP2チャンピオン
- †ロレンツォ・バンディーニ(Lorenzo Bandini)
- ジェームス・ハント(James Hunt) - 1976 F1チャンピオン
- ミキ・ビアシオン(Massimo "Miki" Biasion) - 1988,1989 WRCチャンピオン
- フランク・ビエラ(Frank Biera)
- †ロニー・ピーターソン(Ronnie Peterson)
- ネルソン・ピケ(Nelson Piquet) - 1981,1983,1987 F1チャンピオン
- ネルソン・ピケJr.(Nelson Piquet Jr.)／ネルシーニョ・ピケ("Nelsinho" Piquet)
- ジム・ヒックマン(Jim Hickman)
- アントニオ・ピッツォニア(Antonio Pizzonia)
- ニコ・ヒュルケンベルグ(Nicolas "Nico" Hülkenberg) - 2009 GP2チャンピオン
- プリンス・ビラ(Prince Bira)
- ヴィッキー・ピリア(Vicky Piria) - イタリアの女性レーシングドライバー
- フィル・ヒル(Phil Hill) - 1961 F1チャンピオン
- ミッコ・ヒルボネン(Mikko Hirvonen)
- ディディエ・ピローニ(Didier Pironi)
- テオ・ファビ(Teo Fabi)
- ラルフ・ファーマン(Ralph Firrman)
- ジュゼッペ・ファリーナ(Giuseppe Farina) - 1950 F1チャンピオン
- アウグスト・ファルフス(Augusto Celestino Farfus dos Santos Juniór)
- ファン・ジヌ(Hwang Jin-Woo)
- ファン・マヌエル・ファンジオ(Juan Manuel Fangio) - 1951,1954-1957 F1チャンピオン
- ジャンカルロ・フィジケラ（Giancarlo Fisichella)
- サラ・フィッシャー(Sarah fisher)
- ベイスク・フィッセール(Beitske Visser) - オランダの女性レーシングドライバー
- エマーソン・フィッティパルディ(Emerson Fittipaldi) - 1972,1974 F1チャンピオン、1989 CARTチャンピオン
- クリスチャン・フィッティパルディ(Christian Fittipaldi)
- ジャン＝クリストフ・ブイヨン(Jean-Christophe Boullion)
- ティエリー・ブーツェン(Thierry Boutsen)
- セバスチャン・ブエミ(Sébastien Buemi)
- ヨス・フェルスタッペン(Jos Verstappen)
- アラン・フェルテ
- †ヴォルフガング・フォン・トリップス(Wolfgang von Trips)
- フィリップ・ブガルスキー(Philippe Bugalski)
- †トム・プライス(Tom Pryce)
- ケニー・ブラック(Kenny Brack) - 1998 IRLチャンピオン
- ジャック・ブラバム(Jack Brabham) - 1959,1960,1966 F1チャンピオン
- ヴィットリオ・ブランビラ(Vittorio Brambilla)
- パトリック・フリーザッハー(Patrick Friesacher)
- ソフィア・フローシュ（Sophia Flörsch）- ドイツの女性レーシングドライバー
- ジャンマリア・ブルーニ(Gianmaria Bruni)
- ルチアーノ・ブルティ(Luciano Burti)
- フランク・フレオン
- ポール・フレール(Paul Frere)
- ハインツ＝ハラルド・フレンツェン(Heinz-Harald Frentzen)
- アラン・プロスト(Alain Prost) - 1985,1986,1989,1993 F1チャンピオン
- ピーター・ブロック(peter Brock)
- スティグ・ブロンクビスト(Stig Blomqvist) - 1984 WRCチャンピオン　2004 パイクスピーク・インターナショナル・ヒルクライムアンリミテッドクラスチャンピオン
- アナ・ベアトリス(Ana Beatriz) - ブラジルの女性レーシングドライバー。
- セバスチャン・ベッテル(Sebastian Vettel) - 2010,2011年F1チャンピオン
- ヴィタリー・ペトロフ(Vitaly Aleksandrovich Petrov) - ロシア人初のF1ドライバー
- ゲルハルト・ベルガー(Gerhard Berger)
- エリック・ベルナール(Eric Bernard)
- エンリケ・ベルノルディ(Enrique Bernoldi)
- ルイス・ペレス＝サラ(Luis Perez-Sala)
- †ステファン・ベロフ(Stefan Bellof)
- セバスチャン・ボーデ(Sébastien Bourdais) - 2004,2005,2006,2007 CCWSチャンピオン
- マイク・ホーソーン(Mike Hawthorn) - 1958 F1チャンピオン
- †ポッサム・ボーン(Possum Bourne)
- カルメン・ホルダ(Carmen Jordá) - スペインの女性レーシングドライバー

### ま
- トミ・マキネン（Tommi Makinen) - 1996-1999 WRCチャンピオン
- ヤン・マグヌッセン(Jan Magnussen)
- ケビン・マグヌッセン(Kevin Magnussen)
- †ブルース・マクラーレン(Bruce McLaren)
- ヨッヘン・マス(Jochen Mass)
- フェリペ・マッサ(Felipe Massa)
- ガストン・マッツァカーネ(Gaston Mazzacane)
- ラファエル・マトス(Raphael Matos)
- タルソ・マルケス(Tarso Marques)
- †ジョビー・マルセロ(Jovy Marcelo)
- ピエルルイジ・マルティニ(Pierluigi Martini)
- マルコ・マルティン(Markko Martin)
- サッシャ・マーセン(Sascha Maassen)
- ハンヌ・ミッコラ(Hannu Mikkola) - 1983 WRCチャンピオン
- ヘルベルト・ミューラー(Herbert Müller)
- イヴァン・ミュラー(Ivan Muller)
- †グレッグ・ムーア(Greg Moore)
- †ルイジ・ムッソ(Luigi Musso)
- ミッシェル・ムートン(Michelle Mouton) - 1985 パイクスピーク・インターナショナル・ヒルクライム　オープンラリークラスチャンピオン
- サンドロ・ムナーリ(Sandro Munari) - 1977 FIA Cupチャンピオン
- †シェカー・メッタ(Shekhar Mehta) - 1973,1979-1982 サファリ・ラリー チャンピオン、1997-2005 FIAラリー委員会代表。
- ステファノ・モデナ(Stefano Modena)
- アラン・メニュー(Alain Menu)
- ジャンニ・モルビデッリ(Gianni Morbidelli)
- ロベルト・モレノ(Roberto Moreno)
- フランク・モンタニー (Franck Montagny)
- ティアゴ・モンテイロ (Tiago Monteiro)
- アンドレア・モンテルミーニ (Andrea Montermini)
- ファン・パブロ・モントーヤ (Juan Pablo Montoya) - 1999 CARTチャンピオン
- アラン・モファット (Allan Moffat)

### や
- アレックス・ユーン (Alex Yoong)
- ステファン・ヨハンソン (Stefan Johansson)

### ら
- トミー・ラスタット (Tommy Rustad)
- キミ・ライコネン (Kimi Räikkönen) - 2007 F1チャンピオン
- †ニキ・ラウダ (Niki Lauda) - 1975,1977,1984 F1チャンピオン
- ロベルト・ラヴァーリア (Rovert Ravaglia)
- ヴィンセント・ラダーメッカ (Vincent Radermecker)
- †ローランド・ラッツェンバーガー (Roland Ratzenberger)
- ポール・ラディシッチ (Paur Radisich)
- ジャン・ラニョッティ (Jean Ragnotti)
- ジョバンニ・ラバッジ (Giovanni Labaggi)
- ジャック・ラフィット (Jacques Laffite)
- ピエール=アンリ・ラファネル (Pierre-Henri Raphanel)
- ヤン・ラマース (Jan Lammers)
- ペドロ・ラミー (Pedro Lamy)
- オスカー・ララウリ (Oscar Larrauri)
- ニコラ・ラリーニ (Nicola Larini)
- ピエロ・リアッティ (Piero Liatti)
- ヴィタントニオ・リウッツィ (Vitantonio Liuzzi)
- ジム・リチャーズ (レーシングドライバー)
- スティーブン・リチャーズ (レーシングドライバー)
- リカルド・リデル (Rickard Rydell)
- †ヨッヘン・リント (Jochen Rindt)
- セバスチャン・リンドホルム (Sebastien Lindholm)
- クラウス・ルドウィッグ (Klaws Ludwig)
- †ポルフィリオ・ルビロサ (Porfirio Rubirosa Ariza) - 唯一のドミニカ共和国出身のF1ドライバー
- †クレイ・レガツォーニ (Clay Regazzoni)
- J.J.レート (Jyrki Järvilehto("J.J. Lehto"))
- フレディ・ロイクス (Freddy Loix)
- マヌエル・ロイター (Manuel Reuter)
- カルロス・ロイテマン (Carlos Reutemann)
- †ベルント・ローゼマイヤー (Bernd Rosemeyer) - 1936 ヨーロッパ・チャンピオン
- カール・ローゼンブラッド (Carl Rosenblad)
- セバスチャン・ローブ (Sebastien Loeb) - 2004-2011 WRCチャンピオン
- ケケ・ロズベルグ (Keke Rosberg) - 1982 F1チャンピオン
- ニコ・ロズベルグ (Nico Rosberg) - 2005 GP2チャンピオン 2016F1チャンピオン
- リカルド・ロセット (Ricardo Rosset)
- †ゴンサロ・ロドリゲス (Gonzalo Rodriguez)
- †ペドロ・ロドリゲス (Pedro Rodriguez)
- †リカルド・ロドリゲス (Ricardo Rodriguez)
- ハリ・ロバンペラ (Harri Rovanpera)
- ヴァルター・ロール (Walter Röhrl) - 1980,1982 WRCチャンピオン　1987 パイクスピーク・インターナショナル・ヒルクライム　オープンラリークラスチャンピオン
- †レラ・ロンバルディ (Lella Lombardi)

### わ
- †ビヨン・ワルデガルド (Björn Waldegård) - 1979 WRC初代チャンピオン